# Яценко Лука Степанович
Леонтій (Лука) Яценко-Зеленський (Зеленський-Яценко, Лука Степанович) (1729, козацька громада Мачухи Полтавського району Полтавської області — 1807)  — український церковний діяч доби Гетьманщини. Дипломат, що здійснював посольські місії до Війська Запорозького Низового. Письменник козацько-шляхетського походження. Дослідник творчості мандрівника Василя Григоровича-Барського.

## Біографія
Народився в козацькій родині Яценків. Після прийняття постригу взяв як приставку до власного прізвище прадіда по материнській лінії, який був шляхтичем і реґіментарем. У дев'ятнадцять років Лука Яценко став послушником Полтавського Хресто-Воздвиженського монастиря, через три роки його висвячено на рясофорного, трохи згодом на мантійного ченця (під іменем Леоніда), 1759 і на ієромонаха (в сані священика) під іменем Леонтія.
Керівництво монастиря цінило здібності молодого ченця і доручало йому виконувати різні завдання — зокрема, в 1750 і 1751 роках він двічі відвідував Запорозьку Січ. 1763 здійснив трирічну подорож по святих місцях православної віри: до монастирів і святинь Афону, Синаю та Єрусалима. При поверненні він відвідав російську амбасаду у Стамбулі (Константинополь), в якій йому запропонували службу при посольській церкві. У сані архімандрита (під ім'ям Леонтій) став настоятеля посольської церкви.
Помер у Константинополі.

## Творча діяльність
У Константинополі отець Леонтій знайомиться з творами античних авторів, ренесансних італійських письменників і сучасних йому французьких енциклопедистів. Для цього вивчає іноземні мови — італійську, французьку, грецьку та турецьку.
Перу Леонтія належить численні літературні і мемуарні твори, серед яких виділяється «История жизни младшего Григоровича», яку він писав з 1785 року до самої смерті. Задум цього твору у нього виник під впливом опублікованої кількома роками раніше книги подорожей Сходом його земляка Василя Григоровича-Барського. Цю історію він виклав у формі «листів», що були популярні в XVIII ст., які адресував отцю Мартиніану, ієромонаху свого рідного полтавського монастиря. Твір викладений у автобіографічній манері, події, характеристики історичних осіб подавалися через індивідуальне бачення автора, його життєвого досвіду. Розповідь закінчується 1803 році.
Після його смерті весь особистий архів працівники посольства Московщини передали Азійському департаменту Міністерства закордонних справ. Вони зберігалися у підсобних приміщеннях Міністерства без всякого опису у купі з іншими нерозібраними документами та книгами (3 з 13 томів при цьому було незворотно втрачено). Тільки 1903 на них звернули увагу і їх вивченням зайнялися історики церкви, які опублікували частину з них. Дмитро Яворницький видав частину матеріалів, що стосувалася відвідин Запорожжя під назвою «Две поездки в Запорожскую Сечь Яценко-Зеленского, монаха Полтавского монастыря в 1750—1751 гг».